# Disco intermedius
Disco intermedius is een eenoogkreeftjessoort uit de familie van de Discoidae. De wetenschappelijke naam van de soort is voor het eerst geldig gepubliceerd in 1976 door Gordeeva K.T..